# Brave (album de Jennifer Lopez)
Pour les articles homonymes, voir Brave.
Albums de Jennifer Lopez
Como Ama Una Mujer Love?
Singles
1. Do It Well
Sortie : 19 août 2007
2. Hold It Don't Drop It
Sortie : 11 janvier 2008

Brave est le sixième album studio de la chanteuse américaine Jennifer Lopez, commercialisé chez Epic Records le 6 octobre 2007 en Australie, le 9 octobre 2007 en Amérique du Nord et le 15 octobre 2007 dans la plupart des pays européens. 
Il s'est classé 12e du Billboard 200 pour sa première semaine aux États-Unis, s'écoulant alors à 53 000 exemplaires, et devenant ainsi son premier album à ne pas démarrer dans le top10. 
Il demeure en date de décembre 2007, son album s'étant le moins bien vendu de sa carrière, cumulant seulement à 650 000 copies écoulées dans le monde. La chanson « Mile in these Shoes » est utilisée en 2007 pour le trailer de la saison 4 de Desperate Housewives.

## Liste des pistes
| #   | Titre                                         | Auteurs | Durée |
| --- | --------------------------------------------- | --- | ----- |
| 1.  | Stay Together                                 | Auteur(s) : J. R. Rotem, Chasity Nwagbara, E. Kidd Bogart                                                                              | 3:31  |
| 2.  | Forever                                       | Auteur(s) : Balewa Muhammad, Candice Nelson, Ezekiel "Zeke" Lewis, Patrick "J.Que" Smith, Chauncey Hollis                              | 3:38  |
| 3.  | Hold It Don't Drop It                         | Auteur(s) : Kevin Rusto, W. Nuget, Jennifer Lopez, Allen Phillip Lees, T. Dabney, J. Sewell, C. Lissette, Dennis Lambert, Brain Potter | 3:55  |
| 4.  | Do It Well                                    | Auteur(s) : Ryan Tedder, Leonard Caston, Anita Poree, Frank Wilson                                                                     | 3:05  |
| 5.  | Gotta Be There                                | Auteur(s) : Adam Gibbs, Michael Chesser, Crystal Johnson, Travis Cherry, Leon Ware, Arthur Ross                                        | 3:57  |
| 6.  | Never Gonna Give Up                           | Auteur(s) : Jennifer Lopez, Michelle Lynn Bell, Peter Wade Keusch                                                                      | 4:21  |
| 7.  | Mile in these Shoes                           | Auteur(s) : Chasity Nwagbara, Onique Williams                                                                                          | 3:15  |
| 8.  | The Way It Is                                 | Auteur(s) : Michelle Lynn Bell, Peter Wade Keusch, Jennifer Lopez, Robinson, Leone, Rudd                                               | 3:08  |
| 9.  | Be Mine                                       | Auteur(s) : Michelle Lynn Bell, Peter Wade Keusch, Robinson, John Hill, Caleb Shreve, Jennifer Lopez, Bobby Hebb                       | 3:20  |
| 10. | I Need Love                                   | Auteur(s) : Michelle Lynn Bell, Peter Wade Keusch, Robinson, John Hill, Caleb Shreve, Jennifer Lopez, Bill Withers                     | 3:52  |
| 11. | Wrong When You're Gone                        | Auteur(s) : Ezekiel "Zeke" Lewis, Patrick "J.Que" Smith, Balewa Muhammad, Candice Nelson, Keri Hilson                                  | 3:58  |
| 12. | Brave                                         | Auteur(s) : Christian Karrlson, Pontus Winnberg, Ezekiel "Zeke" Lewis, Patrick "J.Que" Smith, Balewa Muhammad, Candice Nelson          | 4:21  |
| 13. | Do It Well (featuring Ludacris) [Piste Bonus] | Auteur(s) : Tedder, Christopher Bridges, Caston, Poree, Wilso                                                                          | 3:34  |

### Bonus des éditions digitales
- Do It Well [Moto Blanco Radio Mix] Auteur(s) : Tedder, Caston, Poree, Wilson - 3 min 03
- Do It Well [Ashanti Boyz Remix] Auteur(s) : Tedder, Caston, Poree, Wilson - 3 min 42
- Frozen Moments Auteur(s) : Michelle Lynn Bell, Peter Wade Keusch - 3 min 45

### Édition Deluxe
- Get Right (featuring Fabolous) [Vidéo] – 3 min 52
- Hold You Down (featuring Fat Joe) [Vidéo] – 4 min 32
- Qué Hiciste [Vidéo] – 4 min 17
- Me Haces Falta [Vidéo] – 3 min 33

### Édition en vente via le réseau Target
Cette édition dispose d'emballage spécial fans et contient un T-Shirt.

### Édition en vente via le réseau Circuit City
Cette édition contient un calendrier exclusif.

## Classement des ventes
| Pays                        | Meilleure position |
| --------------------------- | ------------------ |
| Australie                   | 46                 |
| Argentine                   | 7                  |
| Autriche                    | 35                 |
| Canada                      | 13                 |
| Brésil                      | 13                 |
| France                      | 28                 |
| Allemagne                   | 41                 |
| Grèce Albums internationaux | 2                  |
| Grèce                       | 5                  |
| Hongrie                     | 17                 |
| Italie                      | 10                 |
| Japon                       | 6                  |
| Mexique                     | 36                 |
| Pologne                     | 31                 |
| Espagne                     | 21                 |
| Suisse                      | 6                  |
| Suède                       | 59                 |
| Royaume-Uni                 | 24                 |
| États-Unis                  | 12                 |
| Monde                       | 10                 |

## Ventes et certifications
| Pays       | Certification | Ventes  |
| ---------- | ------------- | ------- |
| Japon      | —             | 67 841  |
| Russie     | Platine       | 20 000  |
| France     | —             | 10 000  |
| Italie     | —             | 16 134  |
| États-Unis | Or            | 200 000 |
| Monde      | —             | 650 000 |